# Shtawi
Shtawi es un cultivar de higuera del tipo Smyrna Ficus carica unífera, de higos color de piel verde limón. Muy cultivado en Oriente Medio (Siria, Líbano, Palestina, Israel, y Jordania) desde la antigüedad, como una variedad que madura sus frutos en invierno.

## Sinonimia
- „ Lebanese BS“[5][6]

## Historia
'Shtawi' (Stav significa otoño en hebreo) es un higo muy tardío que se cultiva en Samaria (la actual Cisjordania) y en Galilea. También descrito por Grasovsky y Weitz que sin embargo, no describieron su calidad y productividad.
Muchas de las variedades de higos de Oriente Medio recibieron nombres descriptivos basados en la forma, el color o el sabor. Por ejemplo, la variedad llamada 'Byadi', que proviene de la palabra "Abyad" para el blanco, se puede encontrar en diferentes áreas del Líbano, Siria  y Jordania, y muchas variedades recibieron ese nombre, aunque no son genéticamente las mismas.
Hay una gran confusión de denominaciones en variedades de higos en Oriente Medio, debido a la falta de atención dada por estos países para evaluar y seleccionar variedades conocidas.

## Características
Las higueras Shtawi son del tipo smyrna Ficus carica unífera, de higos de forma piriforme con color de piel verde limón, pulpa rosada de gran calidad de sabor y productividad. Estos higos tienen un ostiolo casi cerrado que les facilita aguantar las lluvias de otoño e invierno sin agriado pues maduran en invierno en diciembre y enero.

## Cultivo
Muy cultivado en todos los países de Oriente Medio.
Una ventaja de este higo es su ostiolo casi cerrado que lo hace adecuado para áreas húmedas como el sur de Estados Unidos (Florida, Luisiana, Texas o Alabama).